# Трећа лига Црне Горе у фудбалу
Трећа лига Црне Горе у фудбалу, трећи је степен фудбалских такмичења у Црној Гори. Подијељена је на три регије, које се називају Удружења клубова: Сјевер, Центар и Југ. Од 2006. до 2019. регије су се називале Сјеверна, Средња и Јужна, а након реорганизације лиге 2019. преименоване су у Удружење клубова. Првопласиране екипе из све три регије квалификују се за бараж у којем првопласирани клуб обезбјеђује пласман у Другу лигу, а другопласирани и трећепласирани играју додатни бараж са осмопласираним и деветопласираним клубом из Друге лиге.
Рекорд лиге је постигнут у оквиру регије Центар, када је у сезони 2024/25. Челик побиједио Његош 39 : 0. Рекорд по броју голова на једној утакмици поставио је Милош Кркотић, који је у оквиру регије Центар постигао 11 голова у побједи Зете 27 : 0 против Његоша у сезони 2024/25. Миливоје Мрдак је рекордер са највише постигнутих голова у току једне сезоне у историји, постигавши у сезони 2016/17. 61 гол.

## Историја
Регионална лига је најнижи степен фудбалских такмичења у Црној Гори, основана је 1968. и формат се није мијењао. У периоду од 1968. до 2006. то је био четврти или пети степен такмичења у СФР Југославији, СР Југославији и Србији и Црној Гори. Од осамостаљења Црне Горе на Референдуму 2006. године, Регионална лига је постала Трећа лига Црне Горе.
Од 1961. до 2019. била је подијељена у три регије: Јужну, Средњу и Сјеверну, а након реорганизације лиге у Удружење клубова, називи регија су промијењени у Југ, Центар и Сјевер.
У сезони 2012/13. Пљевља су у оквиру Сјеверне регије побиједила тим Е Рома 26 : 1, чиме је постављен рекорд лиге. У сезони 2016/17. Миливоје Мрдак је постигао девет голова на једној утакмици за Пљевља у регији Сјевер, а у сезони је постигао 61 гол, чиме је поставио рекорд по броју голова у току једне сезоне у историји. У сезони 2019/20. Забјело је као гост побиједило Рибницу 20 : 0 у оквиру Удружења клубова Центар, чиме је постављен рекорд у оквиру регије Центар. У сезони 2020/21. Обилић је побиједио Ловћен 10 : 1 у оквиру регије Југ, Полимље је побиједило Комове 11 : 2 у оквиру регије Сјевер, док је у оквиру регије Центар у утакмици осмог кола, Братство наступило са девет играча против Олимпика и побиједили су 9 : 7, након што је Олимпико водио 6 : 0; у утакмици 12. кола, Адриа је побиједила Олимпико 16 : 1. У сезони 2021/22. у оквиру регије Центар, Интернационал је у 11. колу побиједио ОФК Спуж 17:2 у гостима, док је у 29. колу побиједио Рибницу 17 : 0 у гостима. Александар Крстовић је постигао девет голова за Зору у побједи 18 : 0 против Адрие чиме је изједначио рекорд Мрдака. У оквиру регије Југ, на утакмици између Будве и Отрант Олимпика на стадиону Лугови у Будви у 20. колу, присуствовало је преко хиљаду гледалаца, чиме је постављен рекорд у Трећој лиги у било којој регији. Утакмица је била одлучујућа у борби за титулу, Будва је пред утакмицу имала два бода предности, али је Отрант Олимпик побиједио 2 : 1 и освојио титулу. У баражу за пласман у Другу лигу, ОФК Никшић је остварио обје побједе, Отрант Олимпик једну и пласирали су се у Другу лигу, док је Ибар завршио на последњем мјесту, са оба пораза. На другој утакмици баража, између Ибра и ОФК Никшића у Рожајама, након што је ОФК Никшић постигао гол за вођство од 1 : 0, навијачи Ибра су убацили на терен неколико бакљи због чега је утакмица била прекинута док се бакље не уклоне. Усљед смањене видљивости, навијачи Ибра су ушли на терен и напали играче ОФК Никшића, приликом чега је седам играча задобило тјелесне повреде. Утакмица није настављена а накнадно је регистрована службеним резултатом 3 : 0 за ОФК Никшић.
У сезони 2022/23. титулу у регији Сјевер освојио је Ибар други пут заредом, у регији Центар Интернационал по први пут, а у регији Југ Ловћен, који је освојио титулу са 19 побједа и два ремија. Кроз бараж у Другу лигу пласирали су се Ловћен и Интернационал, најстарији и најмлађи клубови у Црној Гори у том тренутку. У сезони 2023/24. титулу у регији Сјевер освојио је Ибар трећи пут заредом, у регији Центар титулу је освојила Зета, а у регији Југ Будва. У баражу, све три утакмице завршене су неријешено, сваки клуб је остварио по побједу на пенале и првобитно су се Будва и Зета пласирале у Другу лигу због више постигнутих голова. Пред почетак утакмице последњег кола баража, између Будве и Зете, једино је реми са најмање четири постигнута гола на утакмици и побједа Будве на пенале омогућавао да се и Будва и Зета пласирају у Другу лигу. Зета је у 32 минуту повела 3 : 0, али је Будва до 54 минута изједначила на 3 : 3, што је резултат који је остао до краја, а Будва је побиједила 4 : 2 након извођења једанаестераца. Након што је Будва изједначила на 3 : 3, углавном је престала да напада, због чега су многи гледаоци напустили трибине, а многи медији и фудбалски радници су истакли да је утакмица намјештена, док су се огласили и бројни политичари. Три дана касније, Фудбалски савез Црне Горе је покренуо дисциплински поступак против оба клуба и суспендовао поједине играче. У јуну 2024. Фудбалски савез је донио одлуку да се и Будва и Зета врате у Трећу лигу, уз забрану напредовања у Другу лигу за сезону 2025/26. уколико освоје титуле у својим регијама за сезону 2024/25. док се Ибар пласирао у Другу лигу. У сезони 2024/25. регија Центар је била подијељена у двије групе са по 11 клубова, након чега су по два првопласирана клуба играла плеј-оф за титулу. Мартин Ђукановић је постигао десет голова за Челик у побједи од 16 : 0 против Оногошта у 5. колу чиме је срушио рекорд Мрдака и Крстовића, након чега је Милош Кркотић постигао 11 голова у побједи Зете против Његоша од 27 : 0, чиме је Зета такође поставила нови рекорд по највећој побједи у лиги. На утакмици последњег, 22 кола, Челик је побиједио Његош 39 : 0, чиме је поставио нови рекорд у историји Треће лиге и у црногорском фудбалу. У регији Југ титулу је освојила Слога Стари Бар седам бодова испред Будве, са 17 побједа и једним поразом, у регији Сјевер титулу је освојило Беране, које је пристигло на табели ОФК Борац захваљујући побједи од 4 : 0 на гостовању у међусобном дуелу у претпоследњем колу, док је у регији Центар титулу освојио Интернационал, који је у финалу доигравања побиједио Забјело, У првом колу баража Интернационал је побиједио Слогу, у другом колу су Слога и Беране ремизирали а Беране је побиједило на пенале, док је у последњем колу Беране побиједило Интернационал и пласирало се у Другу лигу. У додатном баражу, Интернационал је побиједио Ибар на пенале и пласирао се у Другу лигу, док је Слога изгубила од Кома и остала је у Трећој лиги, у регији Југ.

## Формат
Клубови су подијељени у три регије, које се називају Удружење клубова: Сјевер, Центар и Југ.
- У Удружењу клубова Сјевер, такмиче се клубови из Берана, Бијелог Поља, Пљеваља, Рожаја, Гусиња, Плава, Андријевице, Мојковца, Жабљака, Петњице и Мурина;[42]
- у Удружењу клубова Центар, такмиче се клубови из Подгорице, Голубоваца, Тузи, Даниловграда, Колашина, Шавника, Плужина и Никшића;[1]
- у Удружењу клубова Југ, такмиче се клубови из Котора, Херцег Новог, Тивта, Будве, Бара, Улциња и Цетиња.[43]

У зависности од броја пријављених клубова, одређује се формат такмичења. Уколико је пријављено четири или пет клубова игра се шестокружним бод системом, свако са сваким кући и на страни шест пута; уколико је пријављено шест клубова игра се четворокружним бод системом, уколико је пријављено од седам до девет клубова игра се трокружним бод системом, а уколико је пријављено десет или више клубова игра се двокружним бод системом. Након завршеног лигашког дијела у регијама, прваци све три регије играју међусобно у баражу за пласман у Другу лигу; игра се само по једна утакмица, а домаћини се одлучују жријебом. Првопласирана екипа обезбјеђује директан пласман у Другу лигу, док другопласирана и трећепласирана екипа играју додатни плеј-оф са осмопласираном и деветопласираном екипом из Друге лиге. Од оснивања лиге 2006. до краја сезоне 2023/24. двије најбоље екипе су се пласирале у Другу лигу, док је трећа екипа остајала у Трећој лиги, у својој регији. Због лакшег утврђивања коначне табеле у баражу, на свакој утакмици која се заврши неријешено изводе се једанаестерци.

## Клубови у сезони 2024/25.

### Удружење клубова Југ
| Тим             | Локација    | Стадион                         | Капацитет |
| --------------- | ----------- | ------------------------------- | --------- |
| Адреналин       | Котор       | Помоћни стадион ФК Бокељ        |           |
| Балкан          | Бар         | Помоћни терен стадиона Тополица | 1,000     |
| Будва           | Будва       | Стадион Лугови                  | 1,000     |
| Обилић          | Херцег Нови | Стадион у Суторини              | 300       |
| Слога Радовићи  | Тиват       | Стадион Радовићи                | 300       |
| Слога Стари Бар | Стари Бар   | СРЦ Тополица                    | 2.500     |
| Цетиње          | Цетиње      | Стадион Обилића Пољана          | 5.192     |

### Удружење клубова Центар

#### Група А
| Тим            | Локација    | Стадион                      | Капацитет |
| -------------- | ----------- | ---------------------------- | --------- |
| Забјело        | Подгорица   | Стадион Забјела              | 500       |
| Зета           | Зета        | Стадион Трешњица             | 4.000     |
| Зора           | Даниловград | Стадион ФК Зора              | 3.000     |
| Кариоке        | Подгорица   | Помоћни стадион ФК Будућност | 1.000     |
| Његош          | Даниловград | Стадион ФК Ком               | 3.000     |
| Олимпико       | Зета        | Стадион Трешњица             | 4.000     |
| Оногошт        | Никшић      | Помоћни стадион ФК Сутјеска  | 1.000     |
| ОФК Спуж       | Даниловград | Стадион ФК Зора              | 3.000     |
| Стари аеродром | Подгорица   | Помоћни стадион ФК Будућност | 1.000     |
| Црвена стијена | Подгорица   | Стадион у Толишима           | 700       |
| Челик          | Никшић      | Стадион Жељезаре, Никшић     | 2.000     |

#### Група Б
| Балкан иглс      | Тузи        | Стадион ФК Ком                     | 3.000        |
| Бока јуниорс мне | Подгорица   |                                    |              |
| Даниловград      | Даниловград | Стадион браће Велашевић            | 2.500        |
| Дрезга           | Подгорица   | Стадион Дрезге                     | 1.000        |
| Иларион          | Зета        | Свети Јован Владимир               | 1.000        |
| Интернационал    | Подгорица   | Стадион ФК Ком                     | 3.000        |
| МКМ              | Подгорица   | Стадион ФК Иларион, Стадион ФК Ком | 1.000, 3.000 |
| Полет старс      | Никшић      | Стадион под Требјесом              | 1.000        |
| Рибница          | Подгорица   | Помоћни стадион ФК Будућност       | 1.000        |
| ОФК Титоград     | Подгорица   | Стадион ОФК Титоград               | 1.250        |
| Фанс јунајтед    | Подгорица   | Стадион ФК Ком                     | 3.000        |

### Удружење клубова Сјевер
| Тим        | Локација    | Стадион               | Капацитет |
| ---------- | ----------- | --------------------- | --------- |
| Беране     | Беране      | Градски стадион       | 11.000    |
| ОФК Борац  | Бијело Поље | Градски стадион       | 5.000     |
| Брсково    | Мојковац    | Стадион ФК Брсково    | 2.000     |
| Гусиње     | Гусиње      | Градски стадион       | 1.500     |
| ОФК Гусиње | Гусиње      | Градски стадион       | 1.500     |
| Комови     | Андријевица | Стадион Прљаније      | 300       |
| Петњица    | Петњица     | Стадион Гусаре        | 1.000     |
| Пљевља     | Пљевља      | Стадион под Голубињем | 10.000    |
| Полимље    | Мурино      | Стадион у Мурину      | 1.000     |

## Прваци
Прваци Треће лиге од 2006. године
| Сезона   | Југ                | Центар             | Сјевер      |
| -------- | ------------------ | ------------------ | ----------- |
| 2006/07. | Отрант             | Искра              | Текстилац   |
| 2007/08. | Морнар             | Рибница            | Полимље     |
| 2008/09. | ОФК Бар            | Зора               | Гусиње      |
| 2009/10. | Цетиње             | Искра (2)          | Пљевља      |
| 2010/11. | Игало              | Блу Стар           | Петњица     |
| 2011/12. | Арсенал Тиват      | Зора (2)           | Пљевља (2)  |
| 2012/13. | Цетиње (2)         | Ком                | Пљевља (3)  |
| 2013/14. | ОФК Федерал        | Искра (3)          | Раднички    |
| 2014/15. | Слога Радовићи     | Графичар           | Брсково     |
| 2015/16. | Отрант Олимпик (2) | Челик              | Полимље (2) |
| 2016/17. | Арсенал Тиват (2)  | Младост Љешкопоље  | Пљевља (4)  |
| 2017/18. | Арсенал Тиват (3)  | Братство           | Брсково (2) |
| 2018/19. | Цетиње (3)         | Дрезга             | Ибар        |
| 2019/20. | Игало (2)          | ОФК Младост ДГ     | Беране      |
| 2020/21. | Цетиње (4)         | ОФК Младост ДГ (2) | Петњица (2) |
| 2021/22. | Отрант Олимпик (3) | ОФК Никшић         | Ибар (2)    |
| 2022/23. | Ловћен             | Интернационал      | Ибар (3)    |
| 2023/24. | Будва              | Зета               | Ибар (4)    |
| 2023/24. | Слога Стари Бар    | Интернационал (2)  | Беране (2)  |